# Jadon Sancho
Jadon Malik Sancho (født 25. marts 2000) er en engelsk professionel fodboldspiller, som spiller for Premier League-klubben Chelsea, hvor han er lånt til fra Manchester United.

## Klubkarriere

### Borussia Dortmund
Sancho kom igennem Manchester Citys ungdomsakademi, men skiftede til Borussia Dortmund i august 2017, før han spillede en kamp for Citys førstehold. Han blev hos Dortmund med det samme en del af førsteholdet, hvor han imponerende. Han blev i 2018-19 sæsonen inkluderet på årets hold i Bundesligaen.
Han blev igen inkluderet i årets hold i 2019-20 sæsonen. Han scorede to mål i DFB-pokal finalen imod RB Leipzig i 2021, da Dortmund vandt turneringen.

### Manchester United
Sancho skiftede i juli 2021 til Manchester United. Han scorede sit første mål for klubben den 23. november 2021 i en Champions League-kamp imod Villarreal.
Efter at Sancho ikke var blevet udtaget til en kamp imod Arsenal den 3. september 2023, sagde træner Erik ten Hag, at det var fordi han ikke havde arbejdet hårdt nok i træning. Sancho svarede på dette på sine sociale medier, hvor han afviste dette, og beskyldte Ten Hag for at gøre ham til en syndebuk. En uge senere blev det annonceret af klubben, at Sancho skulle træne separat fra førsteholdet imens en disciplinærsag føres.

#### Leje til Dortmund
Sancho skiftede i januar 2024 tilbage til Borussia Dortmund på en lejeaftale for resten af 2023-24 sæsonen. Han imponerede på lån, og var del af at Dortmund nåede til Champions League-finalen, hvor at de dog tabte til Real Madrid.

#### Leje til Chelsea
Sancho skiftede i august 2024 til Chelsea på en lejeaftale med en købsobligation som del af aftalen.

## Landsholdskarriere

### Ungdomslandshold
Sancho har repræsenteret England på flere ungdomsniveauer. Han var del af Englands trup som vandt U/17 VM i 2017.

### Seniorlandshold
Sancho debuterede for Englands landshold den 12. oktober 2021. Han var del af Englands trup til EM 2020.
England nåede til finalen ved EM 2020, hvor at de tabte på straffespark til Italien. Sancho missede her sit straffespark, og han, sammen med holdkammerater Marcus Rashford og Bukayo Saka, som også havde misset deres straffespark, blev efter kampen udsat for store mængder af racistiske kommentarer online.

## Privat
Sancho er født i det sydlige London i England. Begge hans forældre kommer fra Trinidad og Tobago.

## Titler
Borussia Dortmund
- DFB-Pokal: 1 (2020-21)
- DFL-Supercup: 1 (2019)

Manchester United
- EFL Cup: (2022-23)

England U/17
- U/17 Verdensmesterskabet: 1 (2017)

Individuelle
- U/17 Verdensmesterskabet Turneringens spiller: 1 (2017)
- U/17 Europamesterskabet Turneringens hold: 1 (2017)
- Bundesliga Månedens spiller: 3 (Oktober 2018, Februar 2020, Februar 2021)
- Bundesliga Sæsonens hold: 2 (2018-19, 2019-20)
- kicker Bundesliga Sæsonens hold: 2 (2018-19, 2019-20)
- VDV Sæsonens hold: 2 (2018-19, 2019-20)